# Heinrich Hansen (arkitekt)
 Der er flere personer med dette navn, se Heinrich Hansen (maler).
Johan Heinrich Martin Hansen (født 7. august 1860 i København, død 14. oktober 1942 sammesteds) var en dansk arkitekt.

## Karriere
Hans forældre var tømrersvend Lars Frederik Birkedahl Hansen og Marie Sophie Grewe. Han gik på Det tekniske Selskabs Skole og fik svendestykke som tømrer. Han udstillede på Charlottenborg Forårsudstilling 1903 og var på rejser i Tyskland og England. Stilistisk hørte Hansen til de arkitekter, der dyrkede palæstilen og nybarokken. Han fastholdt denne forkærlighed for barokken helt til det sidste, hvilket bl.a. ses af bygningerne for det kooperative mejeri Enigheden. Hansen var knyttet til Socialdemokratiet, og blandt andre opgaver for arbejderbevægelsen kan nævnes ombygningen af Social-Demokratens hus.
Hansen var assistent i Københavns Kommunes Bygningsvæsen 1884, bygningsinspektør sammesteds 1907-30 og skrev et par bøger om kommunens bygningsvæsen. Han var også medlem af Statsprøveanstaltens bestyrelse 1909-35 og formand for Dansk Arkitektforening 1927-37. Han blev udnævnt til æresmedlem af denne forening 1936. Hansen var desuden kasserer i Kunstnerforeningen af 18. Novembers grund- og understøttelsesfond og vurderingsmand i Ejendomsskylden og Landbygningernes alm. Brandforsikring.
Heinrich Hansen ægtede 31. oktober 1884 i København Jensine Jacobine Jensen (29. januar 1862 i København – ?), datter af restauratør Jacob Jensen og Ane Petrine Jacobsen. Han er begravet på Holmens Kirkegård.

## Værker
(alle i København, hvor ikke andet er nævnt)
- Eskildsgade 56-66 (1889)
- Sortedam Dossering 63 (1892, havde også tegnestue her)
- Amerikavej 3 (1896)
- Tøndergade 22-24 (1896)
- Købmand Mathiasens hus, Hørsholm (1896)
- Vesterbrogade 24 (1897)
- Torvegade 50/Dronningensgade 48 (1898-99)
- Ombygning af Helgolandsgade 2/Vesterbrogade 13 (1900)
- Sortedam Dossering 93 (1901-02)
- Åboulevard 55/Bülowsvej 50 A-B, Frederiksberg (1903)
- Ribegade 11-13 (1906)
- Rothesgade 6 (1907)
- Gammel Kongevej 27 og 29 (1909, flankerende Det Ny Teaters bygning)
- 107 huse, Lyset i Valby (1912-14)[2]
- Dronningensgade 75 (1913)
- Villa, nu del af Storbritanniens ambassade, Kastelsvej 36 (tidl. 20 A) (1915)
- Ombygning af Frederiksberg Allé 9 for Frelsens Hær (1917)
- Ombygning af Gråbrødre Torv 16-18 samt brønd i gården (1918)
- Mælkeriet Enigheden, Lygten (1923)
- Ombygning af Nørre Farimagsgade 43-49 for Social-Demokraten (1927-28)
- Villa, Fredensvej 20, Charlottenlund

Skriftlige arbejder:
- Bygningskommissionens Historie, 1906.
- Historiske Meddelelser om Københavns Bygningsvæsen og dets Personale, 1931.